# Muratti
Muratti är en årlig herrturnering i fotboll. Den hade premiär 1905, och spelas mellan Kanalöarna Alderney, Guernsey och Jersey.

### Fotnoter
1. ↑  ”Muratti results across the years” (på engelska). BBC. 11 maj 2010. http://news.bbc.co.uk/local/guernsey/hi/people_and_places/history/newsid_8675000/8675192.stm. Läst 9 november 2015.